# 李鈺 (宋朝)
李鈺（1219年—1307年），字元暉，號鶴田，江西吉水人。
生於嘉定十二年（1219年），十二歲通書經，召試館職，授秘書省正字。少年得意，朝士称羡曰：“上直朝朝紫禁深，归来无事只清吟。不须更借头衔看，便是当年李翰林。”卒於元大德十一年（1307年）。著有《杂著四集》、《钱塘百咏》。